# Villaggio di Capo Graziano
Il villaggio di Capo Graziano o villaggio della Montagnola di Capo Graziano è un villaggio preistorico del bronzo medio sito sull'isola di Filicudi in Sicilia.

## Il villaggio

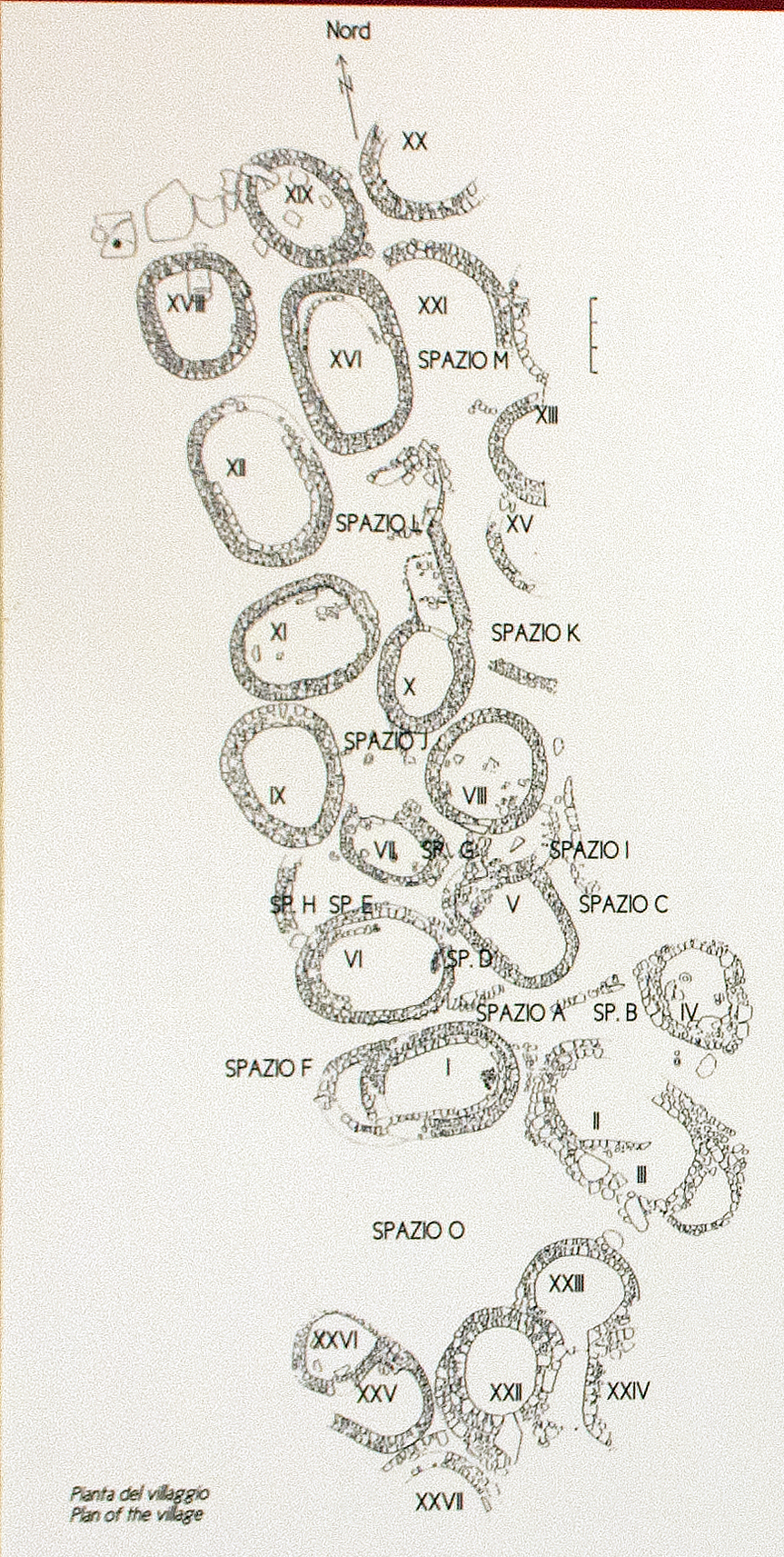
Planimetria del villaggio di Capo Graziano

Il villaggio venne portato alla luce grazie agli scavi condotti tra il 1952 e il 1969 in un ampio terrazzo a 100 m s.l.m. La ragione di questa posizione deriva probabilmente da necessità difensive essendo la popolazione spostatasi dal villaggio di Filo Braccio a Capo Graziano.
Il villaggio si estende non solo sul pianoro ma anche su livelli superiori ed è composto da 27 capanne a pianta ovale addossate l'una all'altra. Le dimensioni variano dai 3 ai 6 metri di diametro. Costruttivamente erano erette con muretti a secco larghi circa 50-60 cm su cui poi veniva posta la struttura in legno e il tetto. Molte capanne presentano delle caratteristiche costruttive proprie, legate anche al loro utilizzo. Il piano del pavimento era generalmente ribassato e gli ambienti erano come dei seminterrati.
Diversi i ritrovamenti di vasi ceramici che hanno permesso di comprendere meglio anche gli aspetti culturali che testimoniano il passaggio dalla I alla II fase della cultura di Capo Graziano. Le ceramiche mostrano anche delle somiglianze con le coeve ceramiche egee. Tracce di collegamento diretto con quelle aree lo dimostra la presenza di ceramiche di importazione egea datata al Tardo Elladico I-II (1650-1400 a.C.). Esse sono lavorate al tornio e decorate con disegni in colore bruno e rosso.
La parte sud del villaggio mostra una variazione urbanistica importante che corrisponde ad un differente periodo storico. Sulle preesistenti capanne vennero costruite o modificate le strutture per nuovi alloggi di genti siciliane ma di cultura Thapsos-Milazzese. In questa nuova fase culturale i villaggi vengono edificati in posizioni arroccate e muniti di sistemi difensivi su ogni isola delle Eolie eccetto Vulcano. Il commercio con le aree dell'Egeo sono sempre presenti e ricchi di ceramiche e ornamenti del Tardo Elladico III (1400-1190 a.C.)
Secondo Luigi Bernabò Brea la grande quantità di frammenti ceramici egei ritrovati sarebbe la dimostrazione del ruolo svolto dall'Isola di Filicudi e dalle altre isole negli scambi commerciali di quel periodo. Esse, dopo una fase di decadenza nella precedente età del rame, diventano dei veri e propri empori del commercio mediterraneo, forse "l'ultimo punto raggiunto dalla navigazione delle genti egee che in esse scambiano i prodotti raffinati della loro arte e della loro industria con le materie prime che le navi eoliane avevano portato da lidi lontani"

## Galleria d'immagini

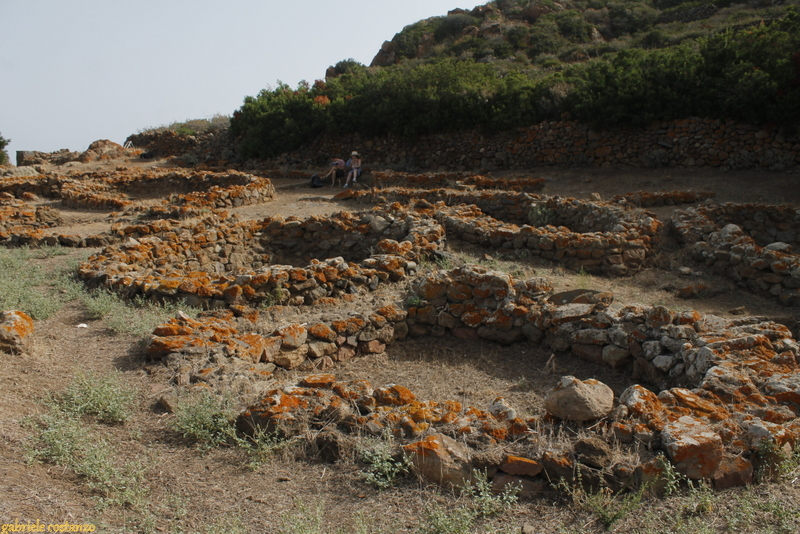
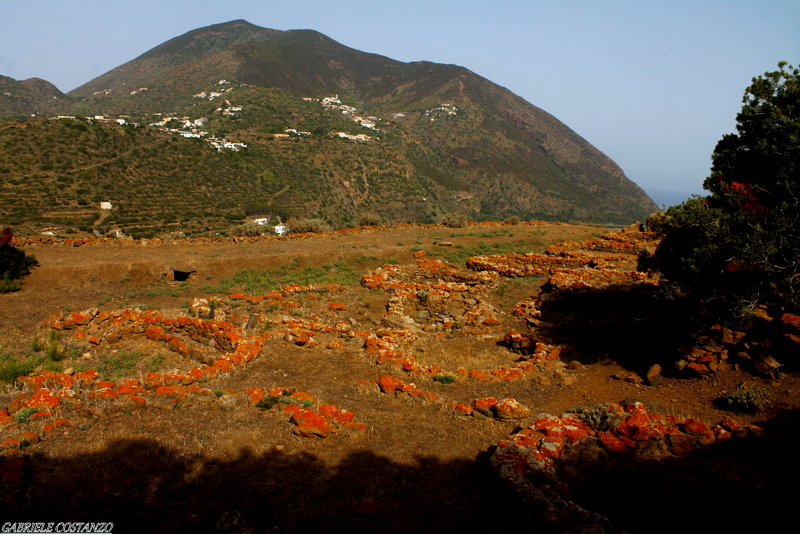
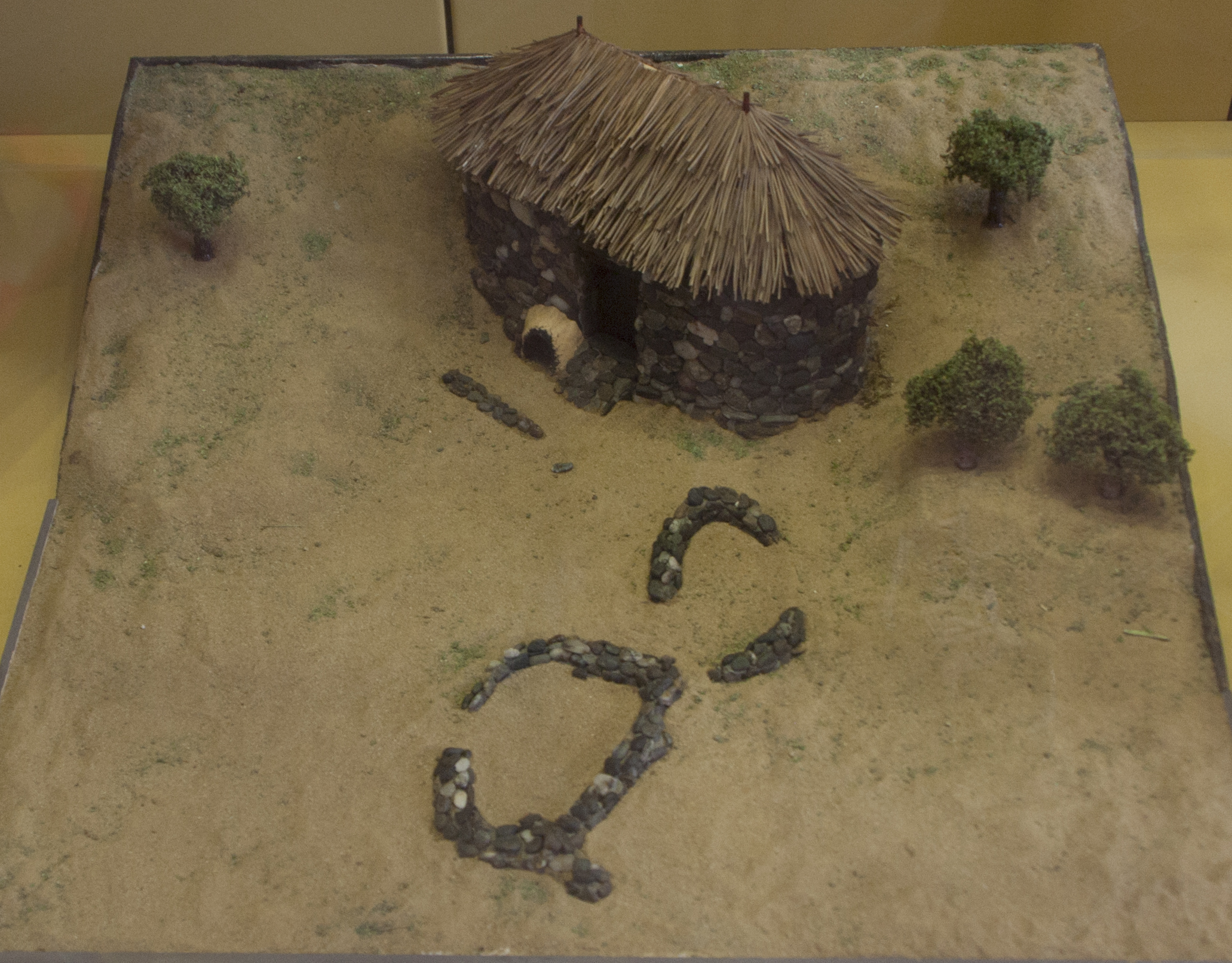
Ricostruzione della Capanna 1 del villaggio protostorico di Viale dei Cipressi (Milazzo, ME). Modellino in scala 1:50, realizzato da Alessandro Ficarra (ass.ne SiciliAntica Milazzo) ed esposto all'interno dell'Antiquarium Archeologico "D. Ryolo" di Milazzo (ME).